# Velthur Spurinna
Velthur Spurinna o Velthur il Grande era un personaggio etrusco di Tarquinia vissuto probabilmente nel V secolo a.C..

## Biografia
Marito di Ravnthu Thefrinai, Velthur era figlio di Larth Spurinna e zio di Velia Spurinna e Aulo Spurinna. Tutte queste informazioni sono reperibili dalle iscrizioni della Tomba dell'Orco. Apparteneva alla famiglia Spurinna. 
Si dice che Velthur sia stato l'eroe di Tarquinia che comandò due eserciti contro Siracusa; tale evento viene menzionato negli Elogia Tarquiniensia, iscrizioni in latino presenti nel foro di Tarquinia. In base alle fonti scritte l'unica notizia di esercito etrusco in Sicilia si trova in Tucidide e riguarda il piccolo contingente di tre navi a cinquanta remi (pentecontere) inviato in aiuto agli ateniesi impegnati nell'assedio di Siracusa (414-413 a.C.). Le poche centinaia di fanti si distinsero in uno scontro dove impedirono al nemico di incendiare la flotta greca tirata in secca. Difficile che l'epigrafe possa riferirsi a questo avvenimento, data la sua modestia e anche considerando il fatto che la spedizione ateniese si risolse in un totale disastro. .
Probabilmente Velthur comandò la flotta etrusca ad Aleria in Corsica e guidò una seconda spedizione in Sicilia.